# Salle
Salle là một đô thị thuộc tỉnh Pescara trong vùng Abruzzo của Ý. Ý. Đô thị này có diện tích 21 km², dân số năm 2001 là 312 người. Các đô thị giáp ranh gồm: Bolognano, Caramanico Terme, Corfinio (AQ), Pratola Peligna (AQ), Roccacasale (AQ), Sulmona (AQ), Tocco da Casauria.